# Cerkiew św. Jerzego w Moskwie (Twierskoj)
Cerkiew św. Jerzego – cerkiew w Moskwie, w dekanacie Iwerskiej Ikony Matki Bożej eparchii moskiewskiej miejskiej Rosyjskiego Kościoła Prawosławnego.

## Historia
Cerkiew została zbudowana w latach 1657–1658 na miejscu starszej, wzmiankowanej w 1462 cerkwi Opieki Matki Bożej; część jej murów włączono do nowego obiektu sakralnego. Wezwanie Opieki Matki Bożej zachował również ołtarz główny, zaś św. Jerzy Zwycięzca został jedynie patronem ołtarza bocznego. Obiekt znajduje się na Górze Pskowskiej – terenie dawnego osiedla pskowian sprowadzonych do Moskwy przez wielkiego księcia moskiewskiego Wasyla III.
Świątynia została wzniesiona na planie prostokąta. Jest to budowla pięciokopułowa.
Budynek poważnie ucierpiał w czasie pożaru Moskwy w 1812 (przetrwały jednak siedemnastowieczne freski). W 1818 został odbudowany i powiększony. Dobudowano do niego m.in. neogotycką dzwonnicę z elementami stylu empire i obszerny przedsionek. W 1837 cerkiew poszerzono o drugi ołtarz boczny św. metropolity moskiewskiego Piotra.
Po rewolucji październikowej świątynię odebrano parafii prawosławnej. Początkowo obiekt stał pusty, następnie urządzono w nim magazyn, a po remoncie w latach 1965–1972, w 1979, przekazano towarzystwu ochrony zabytków historii i kultury.
Rosyjski Kościół Prawosławny odzyskał budynek w 1991, zaś od 1995 odbywają się w nim nabożeństwa. Cerkiew jest częścią metochionu patriarszego (kompleksu świątynnego o szczególnym znaczeniu, ale bez prawa stauropigii) w Zariadju (część moskiewskiego Kitajgrodu), razem z położonymi w bliskim sąsiedztwie świątyniami – cerkwiami ikony Matki Bożej „Znak”, św. Maksyma Błogosławionego, św. Barbary, Narodzenia św. Jana Chrzciciela i Poczęcia św. Anny. 